# Dieter Kalka
Dieter Kalka (ur. 25 czerwca 1957 w Altenburgu) – niemiecki poeta, prozaik, tłumacz, autor piosenek i sztuk teatralnych.

## Życiorys
Dieter Kalka studiował elektronikę i matematykę w Ilmenau, został skreślony z listy studentów z powód politycznych. W 1978 założył w Ilmenau grupę folkową Feuertanz (Taniec ognia) a w 1984 w Lipsku Dieters Frohe Zukunft (Wesoła Przyszłość Dietera). W latach 1985–1987 organizował nielegalne festiwale takie jak Ringelfolk, później Pierwsze Alternatywne Targi Książki (Lipsk 1990), Niemiecko-Polski Festiwal Poezji wortlust (Lipsk 1995, Lublin 1997). Tłumaczy polską poezję m.in.: Ludmiły Marjańskiej, Bohdana Zadury, Krzysztofa Paczuskiego, Wacława Oszajcy, Marka Śniecińskiego, Marty Fox, Marka Wojdyło, Jakuba Malukow-Daneckiego, Aleksander Rozenfeld, Jolanty Pytel, Władysława Klępki, Waldemar Dras i Józefa Barana.
Dieter Kalka w swoich piosenkach na bandoneon kontynuuje tradycje Villona i Brechta, romantyczne tradycje niemieckich pieśni ludowych oraz kabaretu lat 20. z jego  politycznymi akcentami. Publikacje w polskiej prasie literackiej m.in. w: Akcencie; Czasie Kultury; Przekładzie; Studium; Wyrazach; Formacie, Kartkach, Liście Oceanicznym (Toronto).
Ślub poetów na Statku Poetów z Agnieszką Haupe – mieszkał w latach 1997–2005 w Polsce i w Niemczech.

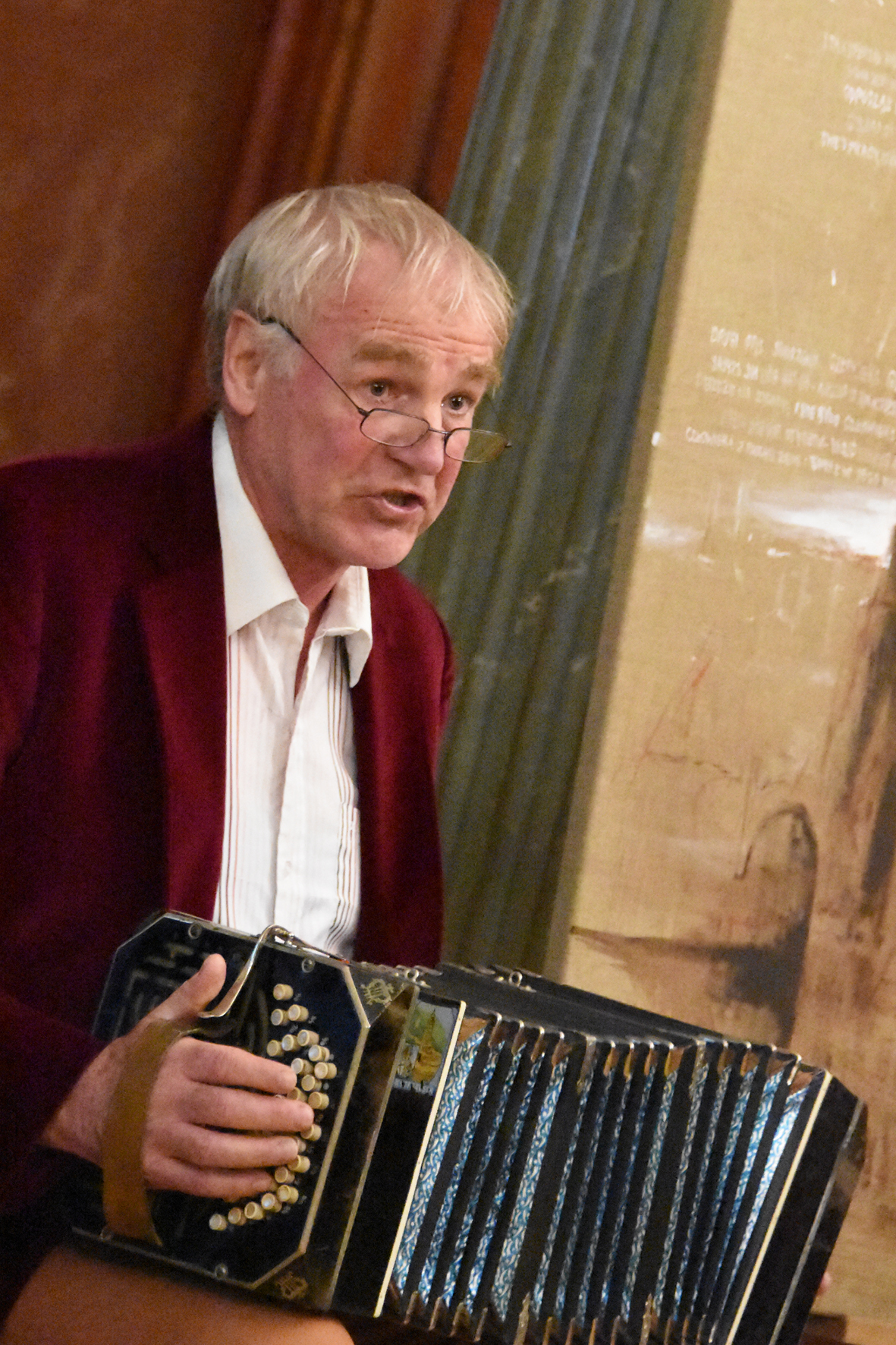
Dieter Kalka z bandoneonem na Literackiej Jesieni w Poznaniu 2018

## Twórczość

### Programy z piosenkami
- Meuselwitzer Lieder (Meuselwickie piosenki) 1982
- Der Bauernmarkt von Klein-Paris (Targ chłopski w Małym Paryżu) 1984
- Das utopische Festival (Utopijny Festiwal) 1985
- Noch habe ich die Freiheit zu lieben (Jeszcze mi wolno kochać) 1988
- Sonnen-Wende (Słoneczny przełom) 1989[8]

### Książki
- Eine übersensible Regung unterm Schuhabsatz. Gedichte. Stecknadel, Leipzig 1988
- Der ungepflückte Apfelbaum. Erzählungen. Gollenstein, Blieskastel 1998. ISBN 3-930008-71-8[9][10]
- Wszystko to tylko teatr i inne opowiadania / Dieter Kalka. Tłum.: Marek Śnieciński i Gabriela Matuszek. Poznań 1999, ISBN 83-87235-26-1
- Lubliner Lift/Lubelska winda. Deutsch-polnische Anthologie/Polsko-niemiecka antologia. (Hrsg.) Vorwort von Erich Loest(inne języki). Zweisprachig Verlag Die Scheune, Dresden und Lublin 1999. ISBN 3-931684-27-X
- Der Schleier. Gedichte. Die Scheune, Dresden 1999. ISBN 3-931684-26-1
- Literatur aus Polen. (Hrsg.) Sonderteil in: Muschelhaufen(inne języki). Jahresschrift für Literatur. Nr. 41 Viersen 2001, ISSN 0085-3593
- Beulenspiegels sieben Streiche vor Sonnenuntergang, Dreiunddreißig Beulenspiegeliaden, ein Chanson und drei Zugaben, Lyrik, Edition Beulenspiegel im AndreBuchVerlag, Halblech 2018, ISBN 978-3-942469-42-5
- Beulenspiegelinchen, wiersze, Edition Beulenspiegel im AndreBuchVerlag, Halblech 2018, ISBN 978-3-942469-49-4
- Sudička, Powieść, Salomo-Publishing, Dresden 2018. ISBN 978-3-941757-81-3
- Die Vogtlandreise, proza Z 17 rysunkami Jürgen B. Wolffa, Edition Beulenspiegel, 2020, ISBN 978-3-942469-86-9
- Osterland ist abgebrannt, Essays und Clownerien, rysunki Akram Mutlak, Edition Beulenspiegel, AndreBuchVerlag 2021 ISBN 978-3-942469-98-2
- Negerküsse in Zigeunersoße, Essay, rysunki Werner Bernreuther, Edition Beulenspiegel, AndreBuchVerlag 2021 ISBN 978-3-949143-04-5[11]
- Odins Met und Orfeus’ Gesang, esej i wiersze Marka Śniecińskiego, Petera Gehrischa, Bohdana Kosa i Waldemara Okonia. Zdjęcia Bernd Kerkin, Lengenfeld 2022.
- Feuerlöscher und Hydrant, 3 1/2 bajki, z Agnieszką Haupe, Edition Beulenspiegel, AndreBuchverlag, 2023, ISBN9763949143243.
- Das Bandoneon des Kulturministers, powieść pikaresque, Akademische Verlagsbuchhandlung Friedrich Mauke, Jena, 2023, ISBN: 978-3-948259-17-4.
- Die Disharmonika, Lieder und Gedichte, Christian Friedrich Fritz Fried Wandel Hohberg, wydawca. Edition Beulenspiegel, AndreBuchverlag, Lengenfeld 2023, ISBN 978-3-949143-23-6.
- Dreierland, Malarstwo Wernera Bernreuthera, wydawca i teksty, LIT-Verlag Wien 2023, ISBN 978-3-643-80396-2.[12]

#### Antologie
- Nach den Gewittern, tľumaczenie, Steidl-Verlag 1999.
- Mein heimlicher Grund, Gustav Kiepenheuer Verlag 1996.
- Żywe oczy wiersza / Augen des Gedichts, tłumaczenie, polsko-niemiecka antologia, wyd. Jolanta Pytel / Czesŀaw Sobkowiak, Organon Zielona Góra 2001. ISBN 83-87294-25-X
- Przewodnik po zaminowanym terenie, Wrocław 2016.
- Jak podanie ręki / Wie ein Händedruck, Libra, Poznań 2014, ISBN 978-83-61412-62-5
- Libertas, Jahrbuch der Meinungsfreiheit, LIT-Verlag, Münster 2022
- Helikopter, Tak trafiłem do Słowian, proza, tłumaczenie Marek Śnieciński, Wrocław 2016[13]
- Afront, Oświęcim. Auschwitz. 13 wizyt, tłumaczenie Agnieszka Haupe, Bukowno 2022.[14]

### Sztuki teatralne
- Das Experiment oder Zweij unglejche Brieder. Schauspiel. Uraufführung Leipzig 1998[15]
- Dabei hatte alles so gut angefangen, Folkoper für Feuertanz(inne języki)[16]

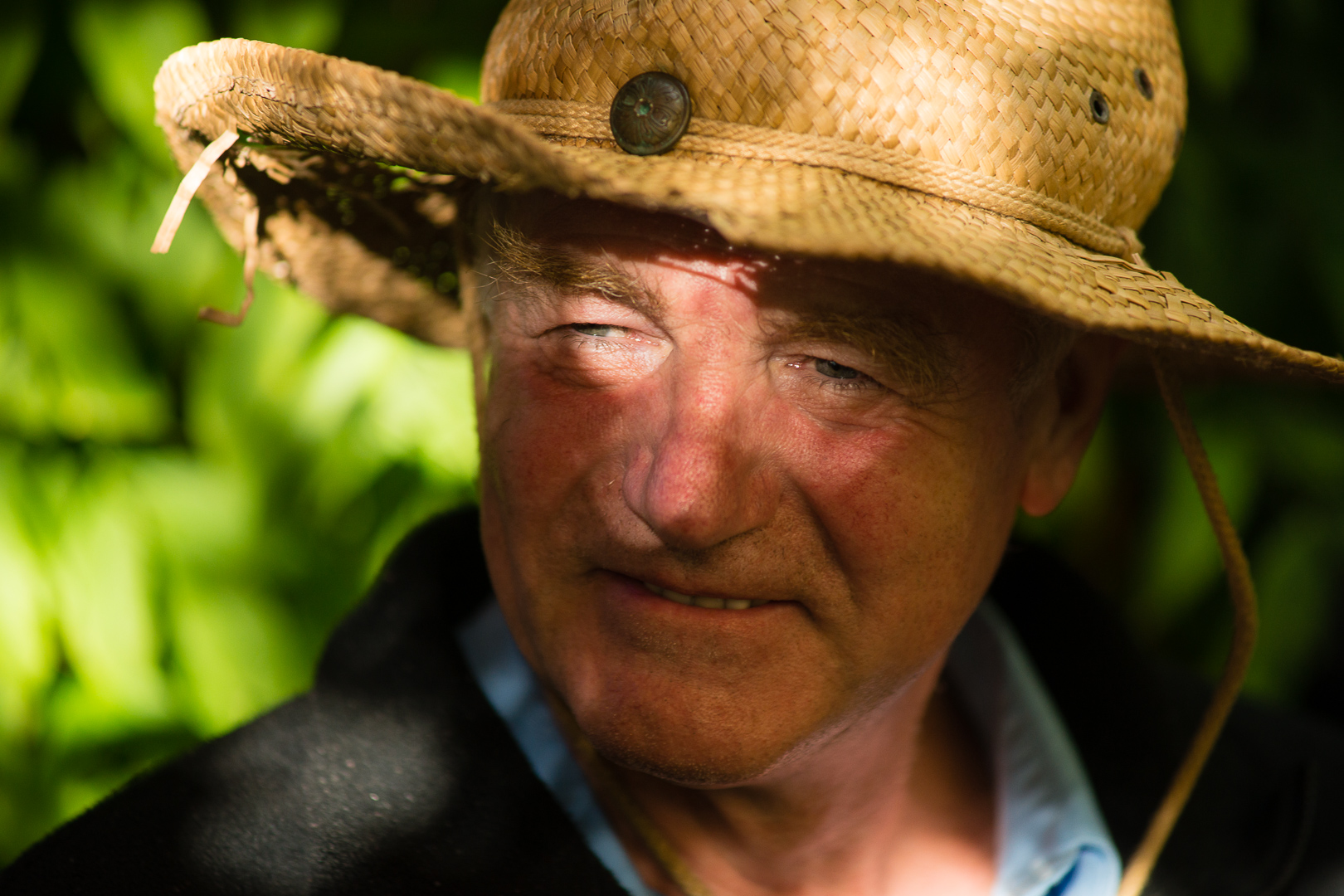
Piosenkarz i pisarz Dieter Kalka 2017. Zdjęcie: Matthias Beck

### CD i MC
- Das utopische Festival, Kompaktkassette. Stecknadel (Magnetisdat), Leipzig 1987
- Noch habe ich die Freiheit zu lieben. Lyrik, Liedtexte, Musik. Leipziger Liederwerkstatt Kompaktkassette. Stecknadel (Magnetisdat), Leipzig 1988
- Sachsen wie noch nie. Lieder aus Leipzig. Beteiligung. CD. F.A.N.-Verlag, Leipzig 2000
- Uferlose Wälder, CD 1995
- Die Weihnachtsmannfrage, CD 2007
- Breinachten, CD 2008
- Barbie Kugelrund, CD 2009
- Zooshop, CD 2010[17]
- Koniec Świata, wieczór autorski, po niemiecku z Polnische Abenteuer/z polską przygodą, 2015
- Chance For The Link Of A Chain, CD, DICE, 2017, Dieter Kalka – Bandoneon[18]